# Proyecto Nimbus
El Proyecto Nimbus (en hebreo: פרויקט נימבוס ) es un proyecto de computación en la nube del gobierno y el ejército israelíes.    

## Descripción
El Ministerio de Finanzas israelí anunció en abril de 2021 que el contrato brindaría al gobierno, al sistema de defensa y a otros una solución integral en la nube. Mediante un contrato de 1200 millones de dólares, las empresas tecnológicas Google (Google Cloud) y Amazon (Amazon Web Services) fueron seleccionadas para brindar servicios de computación en la nube a las agencias gubernamentales israelíes, incluyendo inteligencia artificial y aprendizaje automático.   Según el contrato, las empresas establecerían granjas de servidores que "mantendrán la información dentro de las fronteras de Israel bajo estrictas normas de seguridad".  Según un portavoz de Google, el contrato abarca cargas de trabajo (workloads) relacionadas con "finanzas, atención médica, transporte y educación" y no trata información altamente sensible o clasificada.  Además, las empresas tecnológicas tienen prohibido contractualmente negar servicio a ninguna entidad en particular del gobierno israelí.
Aunque la misión específica del Proyecto Nimbus no fue revelada, las herramientas de IA de Google Cloud Platform podrían brindar a los servicios militares y de seguridad israelíes la capacidad de detección facial, categorización automatizada de imágenes, seguimiento de objetos y análisis de sentimientos, herramientas que anteriormente han sido utilizadas por la Oficina de Aduanas y Protección Fronteriza de Estados Unidos para el control de fronteras. 
El Proyecto Nimbus tiene cuatro fases planificadas: la primera es la compra y construcción de la infraestructura en la nube, la segunda es la elaboración de una política gubernamental para trasladar las operaciones a la nube, la tercera es el traslado de las operaciones  y la cuarta es la implementación y optimización de las operaciones.
Los términos establecidos por Israel para el proyecto prohíben contractualmente a Amazon y Google suspender los servicios debido a la presión de un boicot.   Un portavoz de Google dijo que todos los clientes de Google Cloud deben cumplir con sus términos de servicio, que prohíben a los clientes usar sus servicios para violar los derechos legales de las personas o participar en actos de violencia,  pero documentos internos tanto de Google como del gobierno israelí contradicen esta afirmación. 

## Conflicto israelí-palestino
El contrato provocó en 2022 críticas y condenas por parte de los accionistas de las empresas, así como de sus empleados, por temor a que el proyecto condujera a más abusos de los derechos humanos de los palestinos en el contexto de la ocupación en curso y el conflicto israelí-palestino.     En concreto, expresan su preocupación por la manera en que la tecnología permitirá una mayor vigilancia de los palestinos y la la recopilación ilegal de datos sobre ellos, así como facilitará la expansión de los asentamientos ilegales de Israel en tierras palestinas.
A Ariel Koren, quien había trabajado como gerente de marketing de productos educativos de Google y era una abierta opositora del proyecto, le dieron el ultimátum de mudarse a São Paulo en 17 días o perdería su trabajo.   En una carta anunciando su renuncia a sus colegas, Koren escribió que Google "silencia sistemáticamente las voces palestinas, judías, árabes y musulmanas preocupadas por la complicidad de Google en las violaciones de los derechos humanos palestinos, hasta el punto de tomar represalias formales contra los trabajadores y crear un ambiente de miedo", lo que refleja su opinión de que el ultimátum llegó en represalia por su oposición y organización contra el proyecto.  Presentó denuncias de represalias ante el departamento de recursos humanos de Google y la Junta Nacional de Relaciones Laborales (NLRB), que desestimó su caso por falta de pruebas. 
En 2022, Jewish Voice for Peace y MPower Change lanzaron una campaña llamada No Tech For Apartheid, también conocida como #NoTechForApartheid, oponiéndose al proyecto.   Más de 200 trabajadores de Google se unieron a un grupo de protesta que lleva el nombre de esta campaña y argumentan que la relativa falta de supervisión del proyecto significa que probablemente será utilizado con fines violentos. 
En marzo de 2024, un ingeniero de software de Google Cloud fue despedido después de que se volviera viral un video en el que gritaba "Me niego a desarrollar tecnología que potencie el genocidio", en referencia al Proyecto Nimbus, en un evento de la empresa.  En abril, decenas de empleados participaron en sentadas en las sedes de Google en Nueva York y Sunnyvale para protestar contra el suministro de software de computación en la nube por parte de Google al gobierno israelí. Los empleados ocuparon la oficina del director ejecutivo de Google Cloud, Thomas Kurian. Nueve empleados fueron acusados de allanamiento y 28 fueron despedidos.  Otros despidos elevaron el total de recortes de personal relacionados a 50.
En abril, ex empleados de Google despedidos por protestar con #NoTechForApartheid, citando un artículo en +972 Magazine,  expresaron su preocupación por el uso actual por parte de Israel de objetivos asistidos por IA en la Franja de Gaza: un programa llamado "Gospel" clasifica los edificios como bases militares, mientras que los programas llamados "Lavender" y "Where's Daddy" identifican y clasifican falsamente a civiles palestinos como "terroristas" y rastrean sus movimientos para seleccionar objetivos.
En diciembre de 2024, un artículo del New York Times informó que los abogados de Google temían que «los servicios de Google Cloud pudieran utilizarse para, o estar vinculados a, la facilitación de violaciones de derechos humanos, incluida la actividad israelí en Cisjordania», al menos cuatro meses antes de la firma del contrato Nimbus. 